# G.E.M.
Gloria Tang Sze-wing  (nascuda el 16 d'agost de 1991), professionalment coneguda pel seu nom artístic G.E.M. (retroacrònim de Get Everybody Moving) o Tang Tsz-kei, és una cantant, compositora i actriu xinesa nascuda a Hong Kong, força coneguda pel seu per la seva força vocal i presència a l'escenari. Va fer el seu debut a l'escena musical de Hong Kong amb el llançament del seu EP autotitulat G.E.M. en 2008. Aquest va ser seguit pel llançament en 2009 de 18..., en 2010 MySecret i en 2012 Xposed, que va guanyar el premi Hong Kong Top Sales Music Award per la millor vocalista femenina local. Va quedar en segon lloc en l'edició de 2014 del programa de competició musical xinès I Am a Singer que li va donar immensa fama i popularitat a la Gran Xina a més de la seva nativa Hong Kong. El mateix any va guanyar un Premis Kids' Choice per la millor actuació asiàtica. En 2015 va editar el disco mandopop aclamat per la crítica Heartbeat, i va quedar en el lloc 11è a la Forbes China Celebrity 100. En 2016 va ser l'únic artista asiàtic representat al Forbes 30 Under 30.

## Vida i carrera

### 1991–2008: Primers anys anys i inici professional
G.E.M. va néixer a Xangai, Xina, i es traslladà a Hong Kong amb quatre ans. Va créixer en un mitjà musical; La seva mare va ser alumna del Conservatori de Música de Xanghai, el seu avi era saxofonista i el seu oncle era violinista. G.E.M ba començar a escriure cançons amb tretze anys. Es va presentar a Hong Kong Television als set anys. Va assolir el grau de piano 8 ABRSM als 13 anys.
El 2006, G.E.M. va guanyar el campionat en el concurs de cantants titulat Spice It Up, i va cridar l'atenció de Chang Tan, que li va oferir un acord de gravació amb Hummingbird Music. Després s'ha convertit en cantant professional als 16 anys. Es va graduar a l'escola primària Heep Woh i al True Light Girls' College amb una puntuació de 21 punts en HKCEE. En 2008 va ser alumna de la Hong Kong Academy for Performing Arts, però la va deixar en 2009 quan va decidir enfocar la seva carrera de cantant.

### 2009–2010:G.E.M.,18..., iMy Secret

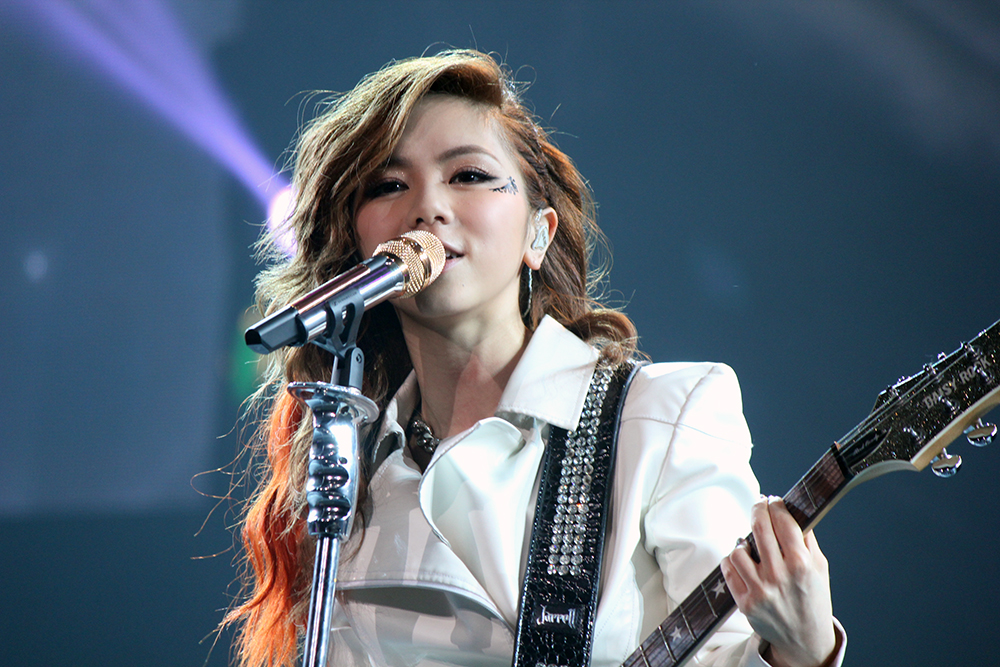
G.E.M. durant el X.X.X. Live Tour a Hong Kong, gener de 2015.

L'octubre de 2008, G.E.M. va llançar el seu EP de degut titulat G.E.M. en el qual incloïa dues cançons en mandarí i tres cançons en cantonès. Va guanyar una sèrie de premis per l'àlbum, i va ser anomenada "Noia amb els pulmons gegants" i "Diva jove amb els pulmons gegants" pel seu rang vocal. En maig de 2009, G.E.M. va viatjar a Los Angeles per gravar el seu primer àlbum d'estudi, 18..., que es va estrenar a l'octubre de 2009. Al novembre de 2009, va celebrar el seu primer concert 18 Live Concert al Hong Kong International Trade and Exhibition Centre, i el concert va comptar amb els convidats especials Jan Lamb i Justin Lo. El mateix any també va fer un concert a Toronto. En 2010, G.E.M. va anar a Taiwan a promocionar l'àlbum 18..., i va tornar a Los Angeles a gravar el seu següent àlbum d'estudi, My Secret, que va ser editat l'octubre de 2010.

### 2011–2012: Get Everybody Moving Tour iXposed
En maig de 2011, G.E.M. va realitzar un concert de tres dies anomenat Get Everybody Moving Tour al Hong Kong Coliseum, i es va convertir en l'artista femenina més jove de Hong Kong enactuar allí. Després, va realitzar un altre concert el mateix dia de setembre i es va embarcar en una gira de concerts en vuit països.
El juny de 2012, va tocar juntament amb Jason Mraz i Khalil Fong a Live iTunes a Hong Kong i va cantar "Lucky" amb Jason Mraz. El seu tercer àlbum d'estudi, Xposed, va ser llançat al juliol del 2012. El senzill, "What Have U Done", va aconseguir el número u en les quatre llistes de música pop de Hong Kong

### 2013–2015: X.X.X. Live Tour, IAm A Singer, iHeartbeat

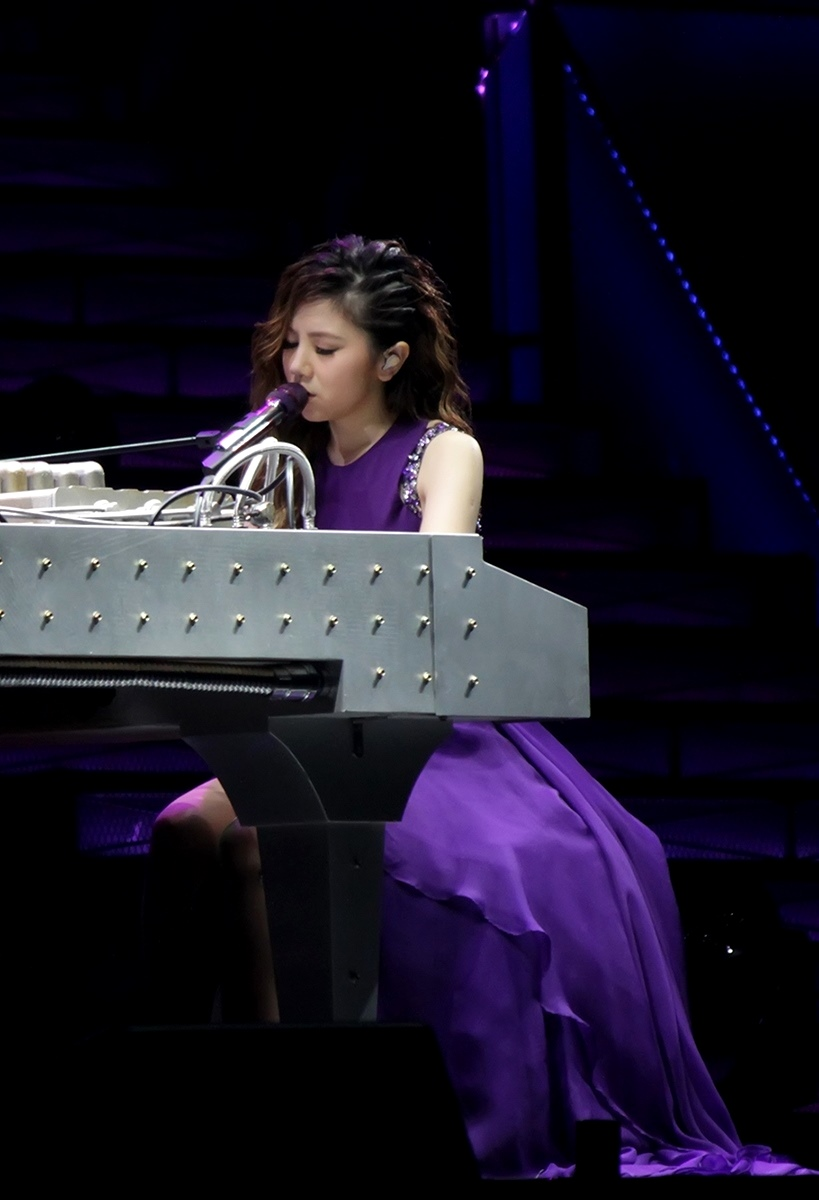
G.E.M. tocant durant la X.X.X. Live Tour a Xanghai, maig 2015.

G.E.M. es va embarcar en el seu X.X.X. Live World Tour l'abril de 2013, per promocionar el seu tercer àlbum Xposed. La gira va arrencar amb cinc actuacions al Hong Kong Coliseum, i va posar fi a una actuació al Wembley Arena de Londres, el que suposava el debut del seu xou a Europa. Va fer un total de 73 actuacions a 4 continents. El maig va esdevenir la nominada més jove al premi Golden Melody al Millor Vocalista Mandarí, amb el seu àlbum Xposed. Al juny va publicar un cover de l'èxit xinès Intoxicated, que va sonar 15 milions de vegades a QQ Music en una setmana.
El gener de 2014, va aparèixer al concurs de cantants xinès I Am a Singer (temporada 2), va guanyar el segon lloc i va obtenir una gran popularitat i fama la Gran Xina. El mateix any va obtenir una nominació al World Music Award a la Millor Artista Femenina del món i una nominació al MTV EMA per la millor artista de la Xina continental i Hong Kong. El 10 de febrer de 2015, JJ Lin va publicar el vídeo musical oficial de la seva cançó 《手心的薔薇 Beautiful》amb G.E.M., que fou vista per 43 milions d'usuaris a YouTube. En novembre de 2015 va aparèixer a la coberta d'Apple Music de la Xina i va treure el seu àlbum d'estudi Heartbeat amb vídeos musicals de les deu cançons de l'àlbum. L'àlbum va superar la llista d'iTunes a la Xina. Fins ara, les seves cançons han estat tocades més de 9.8 mil milions de vegades a KuGou, una plataforma de música a la Xina.

### 2016–2018:G-Forcei Queen of Hearts Tour
En 2016 va aparèixer a la Forbes 30 Under 30 (Música), sent l'únic músic asiàtic a la llista. L'any següent se li va demanar la seva veu en un paper principal en la pel·lícula animada Charming, amb Demi Lovato, Ashley Tisdale, i Avril Lavigne. També va actuar a Heroes of Remix (xinès: 盖世英雄) el mateix any, cantant versions d'EDM com Like You 《喜欢你》 i The Brightest Star In The Night Sky 《夜空中最亮的星》, entre d'altres. El setembre de 2016 va editar el fotollibre 25 Looks i un EP, que inclou noves mescles de quatre cançons. El novembre de 2016 va guanyar un Premi MTV Europe Music pel Millor Artista de la Xina continental i Hong Kong. El 29 de desembre de 2016, G.E.M. llançat el tema musical xinès per la pel·lícula de ciència-ficció Passengers titulada "Light Years Away" 《光年之外》, que va ser tocada diverses ocasions, inclòs el Premi NASA 2019 Breakthrough. Líricament, similar a la trama de la pel·lícula en si, parla d'un amor condemnat. El vídeo musical té més de 120 milions de visites a YouTube i 10.000 milions a KuGou (xinès: 酷狗音乐) el maig de 2018.
El maig de 2017, G.E.M va llançar el seu primer documental G-Force, dirigit per Nick Wickham. L'abril de 2017 es va embarcar en la seva Queen of Hearts World Tour. El 21 d'octubre de 2017, Namewee (xinès: 黃明志; pinyin: Huáng Míng Zhì), un artista xinès malai de hip hop, va publicar un vídeo que la mostrava en la coberta de la seva cançó Stranger In The North 《漂向北方》(Versió KTV), que havia rebut una gran popularitat, on canta el cor que originalment portava el cantant i compositor taiwanès-americà Leehom Wang. Al maig de 2018, el vídeo ha acumulat més de 20 milions de visites a YouTube. Als 13 Premis Anuals KKBOX el 21 de gener de 2018 G.E.M. i Namewee van cantar plegats "Stranger In The North"《漂向北方》immediatament després cantaren "Goodbye"《再見》i "Light Years Away"《光年之外》per a la seva actuació guanyadora del Premi Artista de l'Any KKBOX 2018.
El 18 d'agost de 2018, havia acabat la part 1 del seu Queen of Hearts World Tour i ells va anunciar que la part 2 de la gira tindria lloc en 2019 amb més noves cançons.

### 2018–present: Projecte "Fairytale Trilogy"
En 2018 G.E.M va anunciar que treballaria en un nou projecte, Fairytale Trilogy, on cadascun dels tres E.P comptarà amb tres noves cançons escrites per la mateixa cantant, i produït per Lupo Groinig. El seu primer EP del projecte fou titulat My Fairytale amb "TIK TOK" com a principal senzill. El vídeo musical fou llançat el 21 d'agost i va rebre 5 milions de visions en 12 dies. El vídeo musical va aconseguir més de 10 milions de visites en 22 dies. El 4 de novembre G.E.M. fou convidada a tocar la cançó “Light Years Away” i va servir com a presentadora al Premi Breakthrough. El 19 de novembre va seleccionada entre les 100 Women de la BBC.
Fearless, el segon EP del projecte Fairytale de G.E.M. fou llançat el 9 de novembre amb "Woke" com a primer senzill. La cançó també fou un èxit i va encapçalar les llistes nacionals.
El projecte va posar fi al darrer EP de l'any, Queen G que fou llançat el 28 de desembre amb el principal single "Love Finds a Way".

## Discografia
- 18... (2009)
- My Secret (2010)
- Xposed (2012)
- Heartbeat (2015)

## Filmografia

### Pel·lícules
| Any  | Títol anglès    | Títol original | Paper         | Notes      |
| ---- | --------------- | -------------- | ------------- | ---------- |
| 2009 | Love Connected  | 保持愛你       | Ah Yee        |            |
| 2017 | G.E.M.: G-Force | 一路逆風       | Ella mateixa  | Documental |
| 2018 | Charming        | 白馬王子       | Bella dorment | Veu        |

### Sèries de televisió
| Any  | Títol anglès   | Títol original | Paper  | Notes |
| ---- | -------------- | -------------- | ------ | ----- |
| 2009 | Trick or Cheat | 愛出猫         | G.E.M. |       |

### Xou de varietats
| Any  | Títol anglès              | Títol original        | Paper       | Notes |
| ---- | ------------------------- | --------------------- | ----------- | ----- |
| 2014 | I Am a Singer             | 我是歌手 (第二季)     | Participant |       |
| 2015 | The Amazing Race 2 (Xina) | 极速前进中国版2       | Participant |       |
| 2018 | The Rap of China          | 中国新说唱            | Jutge       |       |
| 2018 | The Next Top Bang         | 中国梦之声·下一站传奇 | Membre fix  |       |

## Gires
- Get Everybody Moving Concert (2011–2012)
- X.X.X. Live Tour (2013–2015)
- Queen of Hearts World Tour (2017-2018)